# 青纱桥
青纱桥，位于山东省高密市夏庄镇。是中华人民共和国山东省省级文物保护单位之一。
2013年，列入第四批山东省文物保护单位，该文物保护单位是一座胶莱运河遗址。